# Persillebregne-slægten
Persillebregne-slægten (Cryptogramma) er en slægt af bregner i Venushår-familien. Slægten har ca. 10 arter, heraf 1 art i Skandinavien.
Persillebregner har 2 slags blade, der ofte er så forskellige at de ved første øjekast kan synes at høre til 2 forskellige planter. De fertile (sporehusbærende) blade har lange, knudrede sektioner med undersiden dækket af et tykt lag sporehuse. De sterile blade har tyndere brede sektioner, hvor bladkanten kan være indrullet så disse blade ligner Persille. Vokser i klippefyldte områder, ofte i sprækker.
| Arter i Skandinavien |

- Persillebregne (Cryptogramma crispa)

| Portal | Portal:Botanik |

| Botanik | Spire Denne botanikartikel er en spire som bør udbygges. Du er velkommen til at hjælpe Wikipedia ved at udvide den. |